# Смит, Дрю
Дрю Смит (англ. Dru Smith; род. 30 декабря 1997, Эвансвилл, Индиана) — американский профессиональный баскетболист, выступающий за команду НБА «Майами Хит». Играет на позиции атакующего защитника.

## Профессиональная карьера

### Майами Хит / Су-Фолс Скайфорс (2021–2023)
После того, как Смит не был выбран на драфте НБА 2021 года, он присоединился к «Майами Хит» для участия в Летней лиге НБА 2021 года. 10 сентября он подписал контракт с «Хит». Он был отчислен до начала сезона и присоединился к фарм-клубу «Майами» в Джи-Лиге НБА «Су-Фолс Скайфорс». 1 февраля 2022 года Смит был отзаявлен после того, как получил травму колена.
13 октября 2022 года Смит был подписан на двусторонний контракт с «Майами Хит». Он был отчислен «Хит» 13 ноября и впоследствии снова присоединился к «Скайфорс». 25 ноября 2022 года Смит был повторно подписан на двусторонний контракт с «Хит», а затем, в декабре снова присоединился к «Скайфорс».

### Бруклин Нетс» (2023)
13 января 2023 года Смит подписал двусторонний контракт с «Бруклин Нетс».

### Возвращение в Майами (2023–настоящее время)
1 июля 2023 года Смит подписал двусторонний контракт с «Майами Хит», а 21 октября его сделка была преобразована в стандартный контракт.
24 ноября 2023 года было объявлено, что Смит пропустит оставшуюся часть сезона НБА 2023/2024 из-за травмы передней крестообразной связки, полученной во время игры против «Кливленд Кавальерс» 22 ноября. Главный тренер «Хит» Эрик Споэльстра обвинил в инциденте дизайн площадки на стадионе «Рокет Мортгедж Филдхаус». 6 марта 2024 года «Хит» отчислил его.[27]
1 июля 2024 года Смит вновь подписал двусторонний контракт с «Хит». Он сыграл в 15 матчах за «Майами», набирая в среднем 6,3 очка, 2,6 подбора и 1,6 передачи. 24 декабря было объявлено, что Смит получил разрыв ахиллова сухожилия, что закончило его сезон.

## Статистика

### Статистика в НБА
| Сезон                                                                                    | Команда | Регулярный сезон | Регулярный сезон | Регулярный сезон | Регулярный сезон | Регулярный сезон | Регулярный сезон | Регулярный сезон | Регулярный сезон | Регулярный сезон | Регулярный сезон | Регулярный сезон | Серия плей-офф | Серия плей-офф | Серия плей-офф | Серия плей-офф | Серия плей-офф | Серия плей-офф | Серия плей-офф | Серия плей-офф | Серия плей-офф | Серия плей-офф | Серия плей-офф |
| Сезон                                                                                    | Команда | GP               | GS               | MPG              | FG%              | 3P%              | FT%              | RPG              | APG              | SPG              | BPG              | PPG              | GP             | GS             | MPG            | FG%            | 3P%            | FT%            | RPG            | APG            | SPG            | BPG            | PPG            |
| ---------------------------------------------------------------------------------------- | ------- | ---------------- | ---------------- | ---------------- | ---------------- | ---------------- | ---------------- | ---------------- | ---------------- | ---------------- | ---------------- | ---------------- | -------------- | -------------- | -------------- | -------------- | -------------- | -------------- | -------------- | -------------- | -------------- | -------------- | -------------- |
| 2022/23                                                                                  | Майами  | 5                | 1                | 13,4             | 35,7             | 16,7             | -                | 1,8              | 1,0              | 0,8              | 0,6              | 2,2              | Не участвовал  | Не участвовал  | Не участвовал  | Не участвовал  | Не участвовал  | Не участвовал  | Не участвовал  | Не участвовал  | Не участвовал  | Не участвовал  | Не участвовал  |
| 2022/23                                                                                  | Бруклин | 10               | 0                | 9,2              | 41,9             | 30,8             | 100,0            | 1,5              | 1,7              | 0,6              | 0,1              | 3,3              | Не участвовал  | Не участвовал  | Не участвовал  | Не участвовал  | Не участвовал  | Не участвовал  | Не участвовал  | Не участвовал  | Не участвовал  | Не участвовал  | Не участвовал  |
| 2023/24                                                                                  | Майами  | 9                | 0                | 14,5             | 45,5             | 41,2             | 100,0            | 1,6              | 1,6              | 1,0              | 0,3              | 4,3              | Не участвовал  | Не участвовал  | Не участвовал  | Не участвовал  | Не участвовал  | Не участвовал  | Не участвовал  | Не участвовал  | Не участвовал  | Не участвовал  | Не участвовал  |
|                                                                                          | Всего   | 24               | 1                | 12,1             | 42,3             | 33,3             | 100,0            | 1,6              | 1,5              | 0,8              | 0,3              | 3,5              | Не участвовал  | Не участвовал  | Не участвовал  | Не участвовал  | Не участвовал  | Не участвовал  | Не участвовал  | Не участвовал  | Не участвовал  | Не участвовал  | Не участвовал  |
| Наведите курсор мыши на аббревиатуры в заголовке таблицы, чтобы прочесть их расшифровку. |         |                  |                  |                  |                  |                  |                  |                  |                  |                  |                  |                  |                |                |                |                |                |                |                |                |                |                |                |

### Статистика в Джи-Лиге
| Сезон                                                                                    | Команда          | Регулярный сезон | Регулярный сезон | Регулярный сезон | Регулярный сезон | Регулярный сезон | Регулярный сезон | Регулярный сезон | Регулярный сезон | Регулярный сезон | Регулярный сезон | Регулярный сезон | Серия плей-офф | Серия плей-офф | Серия плей-офф | Серия плей-офф | Серия плей-офф | Серия плей-офф | Серия плей-офф | Серия плей-офф | Серия плей-офф | Серия плей-офф | Серия плей-офф |
| Сезон                                                                                    | Команда          | GP               | GS               | MPG              | FG%              | 3P%              | FT%              | RPG              | APG              | SPG              | BPG              | PPG              | GP             | GS             | MPG            | FG%            | 3P%            | FT%            | RPG            | APG            | SPG            | BPG            | PPG            |
| ---------------------------------------------------------------------------------------- | ---------------- | ---------------- | ---------------- | ---------------- | ---------------- | ---------------- | ---------------- | ---------------- | ---------------- | ---------------- | ---------------- | ---------------- | -------------- | -------------- | -------------- | -------------- | -------------- | -------------- | -------------- | -------------- | -------------- | -------------- | -------------- |
| 2021/22                                                                                  | Су-Фолс Скайфорс | 19               | 10               | 28,8             | 43,5             | 32,9             | 66,7             | 3,7              | 2,9              | 1,6              | 0,7              | 10,6             | Не участвовал  | Не участвовал  | Не участвовал  | Не участвовал  | Не участвовал  | Не участвовал  | Не участвовал  | Не участвовал  | Не участвовал  | Не участвовал  | Не участвовал  |
| 2022/23                                                                                  | Су-Фолс Скайфорс | 15               | 13               | 33,8             | 48,5             | 36,8             | 75,0             | 5,6              | 5,7              | 2,0              | 0,6              | 17,8             | Не участвовал  | Не участвовал  | Не участвовал  | Не участвовал  | Не участвовал  | Не участвовал  | Не участвовал  | Не участвовал  | Не участвовал  | Не участвовал  | Не участвовал  |
| 2022/23                                                                                  | Лонг-Айленд Нетс | 14               | 3                | 30,3             | 50,0             | 42,6             | 66,7             | 5,4              | 3,6              | 1,9              | 0,6              | 14,1             | 2              | 0              | 35,4           | 56,0           | 33,3           | 33,3           | 5,5            | 3,0            | 2,0            | 2,5            | 16,5           |
|                                                                                          | Всего            | 48               | 26               | 30,8             | 47,2             | 37,1             | 70,8             | 4,8              | 4,0              | 1,8              | 0,6              | 13,9             | 2              | 0              | 35,4           | 56,0           | 33,3           | 33,3           | 5,5            | 3,0            | 2,0            | 2,5            | 16,5           |
| Наведите курсор мыши на аббревиатуры в заголовке таблицы, чтобы прочесть их расшифровку. |                  |                  |                  |                  |                  |                  |                  |                  |                  |                  |                  |                  |                |                |                |                |                |                |                |                |                |                |                |

### Статистика в NCAA
| Сезон | Команда   | Conf      | Class     | GP  | GS | MPG  | FG%  | 3P%  | FT%  | RPG | APG | SPG | BPG | PPG  |
| --- | --------- | --------- | --------- | --- | -- | ---- | ---- | ---- | ---- | --- | --- | --- | --- | ---- |
| 2016/17 | Эвансвилл | MVC       | FR        | 28  | 8  | 22,5 | 44,5 | 32,7 | 81,8 | 2,6 | 2,9 | 0,8 | 0,4 | 5,3  |
| 2017/18 | Эвансвилл | MVC       | SO        | 22  | 22 | 30,2 | 57,8 | 48,2 | 86,2 | 3,5 | 4,6 | 2,0 | 0,5 | 13,7 |
| 2019/20 | Миссури   | SEC       | JR        | 31  | 31 | 32,8 | 41,2 | 29,4 | 89,9 | 4,2 | 3,9 | 2,1 | 0,4 | 12,7 |
| 2020/21 | Миссури   | SEC       | SR        | 26  | 26 | 34,1 | 44,2 | 39,8 | 83,3 | 3,5 | 3,8 | 2,1 | 0,3 | 14,3 |
| Всего | Всего     | Всего     | Всего     | 107 | 87 | 29,9 | 45,9 | 37,3 | 86,5 | 3,5 | 3,8 | 1,7 | 0,4 | 11,4 |
| Эвансвилл | Эвансвилл | Эвансвилл | Эвансвилл | 50  | 30 | 25,9 | 52,4 | 41,0 | 85,0 | 3,0 | 3,6 | 1,4 | 0,4 | 9,0  |
| Миссури | Миссури   | Миссури   | Миссури   | 57  | 57 | 33,4 | 42,7 | 35,5 | 87,3 | 3,9 | 3,9 | 2,1 | 0,4 | 13,4 |
| Наведите курсор мыши на аббревиатуры в заголовке таблицы, чтобы прочесть их расшифровку Статистика приведена с сайта sports-reference.com |           |           |           |     |    |      |      |      |      |     |     |     |     |      |